# Isaure Mosabau
Isaure Manpasika Mosabau, née le 10 juin 1994 à Ivry-sur-Seine, est une handballeuse congolaise et française évoluant au poste de pivot.
Elle acquiert la nationalité française le 22 juillet 2005, par l'effet collectif attaché à la naturalisation de sa mère, née à Brazzaville.
Parallèlement à son présence au club de Noisy-le-Grand handball, elle est assistante de direction dans un cabinet d’architecture : « Ça me fait des longues journées, mais ça m’apporte aussi autre chose que le hand, des problématiques différentes ».  
Elle a représenté l'équipe nationale de la RD Congo au Championnat du monde de handball féminin 2019.